# 上安 (広島市)
上安（かみやす）とは広島市安佐南区に存在する地名である。

## 概要
北部は荒谷山、野戸呂山、南は武田山に挟まれ、この南北の山の麓に流れている安川流域一帯で、古の伊福鄕、後の安の庄の一部。安の庄は上安村、下安村(現在の祇園)となった。その後、上安村は、天正中に相田村、高取村、上安村の3村に分かれた。現在の安東は、上安村の一部。
上安村は、江戸期からの村名で、安芸国沼田郡（もと佐東郡）に属する広島藩領で、廃藩置県後1888年（明治21年）まで、広島県沼田郡上安村。1889年（明治22年）の大合併により、沼田郡大町村、上安村、中須村、高取村、相田村、長楽寺村の6村が合併し沼田郡安村となる。
太平洋戦争後の1955年（昭和30年）に安佐郡古市町と合併し安佐郡安古市町となる。1973年（昭和48年）に、広島市と合併し広島市安古市町。1980年広島市が政令指定都市に指定され広島市安佐南区安古市町。1984年の住居表示への変更により広島市安佐南区上安、安東、毘沙門台となる。

## 文化財
- 田中山神社 - 武田信宗が銀山城を築いた際、鬼門を除くため勧請したと伝えられている。八幡神、仁徳天皇、菅原道真、市杵島姫、瑞津姫、田心姫を祀る。
- 二ノ宮八幡神社 - 応神天皇を祀る。南部兵庫助が在城の時、槌谷に創立され氏神となる。大永3年1523年、大雨による山崩れで社殿が流される。もと相田、麥田、川尻等の氏神。嘉永3年1850年現在の場所に移る。
- 鶏頭原薬師堂 - 元武田氏の祈願所。武田氏滅亡後に行基作と伝わる本尊薬師如来を、元禄年間1688年に薬師堂を創建し移したとされる。[2]

## 主な施設

### 公共施設
- 安佐南消防署上安出張所
- 安公民館
- 広島市立まんが図書館あさ閲覧室

#### 小学校
- 広島市立安小学校
- 広島市立上安小学校
- 広島市立安東小学校

#### 大学
- 安田女子大学

## 交通
- 広島高速交通広島新交通1号線（アストラムライン） 上安駅、安東駅
- 広電バス（あさひが丘線）
- 広島交通（サンハイツ線、弘億線）

## 道路
- 広島県道38号広島豊平線
- 広島県道268号勝木安古市線
- 広島県道269号今井田緑井線

## 住居表示
広島県広島市安佐南区上安
- 1丁目
- 2丁目
- 3丁目
- 4丁目
- 5丁目
- 6丁目
- 7丁目

広島県広島市安佐南区上安町
広島県広島市安佐南区安東
- 1丁目
- 2丁目
- 3丁目
- 4丁目
- 5丁目
- 6丁目
- 7丁目

## 出身・ゆかりのある人物
- 河井克行（衆議院議員、広島県議会議員） - 河井が少年の頃に河井家は安古市町上安（現在の広島市安佐南区安東2丁目）に引っ越し、薬剤師の免許を持つ河井の母親は「カワイ薬局」を開いた[3]。